# Kamoharaia megastoma
Kamoharaia megastoma o és palaia bruixa un peix teleosti de la família dels bòtids i de l'ordre dels pleuronectiformes.

## Morfologia
Pot arribar a 22,5 cm de llargària total.

## Distribució geogràfica
Es troba des de les costes del sud del Japó i Taiwan fins a l'oest d'Austràlia.